# Гекденіз Караденіз
Гекденіз Караденіз (тур. Gökdeniz Karadeniz; нар. 11 січня 1980, Гіресун) — турецький футболіст, півзахисник.

## Клубна кар'єра
Народився 11 січня 1980 року в місті Гіресун. Вихованець футбольної школи клубу «Трабзонспор». Дорослу футбольну кар'єру розпочав 1999 року в основній команді того ж клубу, в якій провів дев'ять сезонів, взявши участь у 249 матчах чемпіонату. Більшість часу, проведеного у складі «Трабзонспора», був основним гравцем команди.
До складу клубу «Рубін» приєднався 2008 року. Відіграв за казаньську команду 10 сезонів та провів 226 матчів в національному чемпіонаті. 5 травня 2018 року завершив ігрову кар'єру. Його ігровий номер (61) виведений з обігу «Рубіна».

## Виступи за збірні
У 1994 році дебютував у складі юнацької збірної Туреччини, взяв участь у 38 іграх на юнацькому рівні, відзначившись 1 забитими голами.
Протягом 2000–2001 років залучався до складу молодіжної збірної Туреччини. На молодіжному рівні зіграв у 16 офіційних матчах, забив 4 голи.
З 2002 по 2003 рік захищав кольори другої збірної Туреччини. У складі цієї команди провів 2 матчі.
У 2003 році дебютував в офіційних матчах у складі національної збірної Туреччини. Наразі провів у формі головної команди країни 50 матчів, забивши 6 голів.
У складі збірної був учасником чемпіонату Європи 2008 року в Австрії та Швейцарії, розіграшу Кубка Конфедерацій 2003 року у Франції.

## Титули і досягнення
- Володар Кубка Туреччини (2):

«Трабзонспор»: 2002-03, 2003-04
- Чемпіон Росії (2):

«Рубін»: 2008, 2009
- Володар Кубка Росії (1):

«Рубін»: 2011-12
- Володар Суперкубка Росії (2):

«Рубін»: 2010, 2012